# Conirostrum ferrugineiventre
Conirostrum ferrugineiventre é uma espécie de ave da família Fringillidae.
Pode ser encontrada nos seguintes países: Bolívia e Peru.
Os seus habitats naturais são: regiões subtropicais ou tropicais húmidas de alta altitude.